# Allobates alessandroi
Allobates alessandroi är en groddjursart som först beskrevs av Grant och Juan Manuel Rodriguez 200.  Allobates alessandroi ingår i släktet Allobates och familjen Aromobatidae. IUCN kategoriserar arten globalt som otillräckligt studerad. Inga underarter finns listade i Catalogue of Life.